# Benjamin Becker
Benjamin Becker (Merzig, 16 de Junho de 1981) é um ex-tenista alemão profissional, mais conhecido por derrotar o ex-número 1 do mundo Andre Agassi na terceira fase do US Open de 2006, no que seria o último jogo da carreira profissional deste.
Teve como melhores rankings na ATP o 35º de simples (27/10/2014) e 58º de duplas (05/07/2010). Possui 1 título de simples.
Apesar do sobrenome, Benjamin não tem relação com Boris Becker, outro tenista alemão, que foi número 1 do mundo e conquistou o Torneio de Wimbledon três vezes.

## Finais

### Circuito ATP

#### Simples: 3 (1–2)
| Legenda                           |
| --------------------------------- |
| Grand Slam (0–0)                  |
| ATP World Tour Finals (0–0)       |
| ATP World Tour Masters 1000 (0–0) |
| ATP World Tour 500 series (0–0)   |
| ATP World Tour 250 series (1–2)   |

| Posição | N. | Data             | Torneio                                  | Piso     | Oponente              | Placar             |
| ------- | -- | ---------------- | ---------------------------------------- | -------- | --------------------- | ------------------ |
| Vice    | 1. | 24 Setembro 2007 | PTT Thailand Open, Bangkok, Tailândia    | Duro (i) | Dmitry Tursunov       | 2–6, 1–6           |
| Campeão | 1. | 14 Junho 2009    | Ordina Open, 's-Hertogenbosch, Holanda   | Grama    | Raemon Sluiter        | 7–5, 6–3           |
| Vice    | 2. | 21 Junho 2014    | Topshelf Open, 's-Hertogenbosch, Holanda | Grama    | Roberto Bautista Agut | 6–2, 6–7(2–7), 4–6 |

#### Duplas: 2 (0–2)
| Legenda                           |
| --------------------------------- |
| Grand Slam (0–0)                  |
| ATP World Tour Finals (0–0)       |
| ATP World Tour Masters 1000 (0–0) |
| ATP World Tour 500 series (0–0)   |
| ATP World Tour 250 series (0–2)   |

| Posição | N. | Data              | Torneio                          | Piso     | Parceiro       | Oponentes              | Placar      |
| ------- | -- | ----------------- | -------------------------------- | -------- | -------------- | ---------------------- | ----------- |
| Vice    | 1. | 2 Agosto 2009     | LA Tennis Open, Los Angeles, EUA | Duro     | Frank Moser    | Bob Bryan Mike Bryan   | 6–4, 7–6(2) |
| Vice    | 2. | 14 Fevereiro 2010 | SAP Open, San Jose, EUA          | Duro (i) | Leonardo Mayer | Mardy Fish Sam Querrey | 7–6(3), 7–5 |